# Paula Irene Villa
Paula Irene Villa Braslavsky (n. 1968, Santiago de Chile) es una socióloga alemana-argentina. Es hija de la química Silvia Braslavsky y nieta de la pedagoga argentina Berta Perelstein de Braslavsky.
Realizó estudios en Ciencias Sociales (M.Sc.) en la Universidad Ruhr de Bochum, y en la Universidad de Buenos Aires, investigando en "Relaciones de Género y Cambio Social".
Es titular de una cátedra en el Instituto de Sociología de la LMU, especializándose en estudios de género. Anteriormente, fue profesora ayudante y profesora asociado del Departamento de Sociología y Psicología Social, de la Universidad de Hannover y profesora visitante de la Universidad de Innsbruck.

## Enfoques
Se ha especializado en la enseñanza y la investigación de los estudios de género, teorías sociológicas (especialmente de Bourdieu, postestructuralismo, postmodernismo, teoría del discurso social, constructivismo, fenomenología, sociología del cuerpo, estudios culturales, los conceptos de socialización sujeto - madres - padres.

## El cuerpo como una producción cultural y símbolo de estatus
Ha trabajado en el área de pertenencia a uno de los dos sexos - hombre o mujer - con el tratamiento de los procesos de construcción práctica del cuerpo: el sujeto contiene en un sentido social, no es por las mujeres o los hombres per se, sino sobre todo por el hecho de que sean reconocidos por otros como mujer u hombre en las acciones cotidianas

## Proyectos de investigación
- Somatische Selbsttechnologien als Normalisierungspraxen im Dickicht diskursiver Verheißungen (tecnologías somáticas como la normalización de las prácticas discursivas) (z.B. cirugía plástica); proyecto en desarrollo en DFG

- "Monster-Mütter" - Mediale Verhandlungen zur gescheiterten Mutterschaft zwischen Fürsorge und Selbstsorge (in Kooperation mit Dr. Thiessen, DJI

## Algunas publicaciones
- Soziologie des Geschlechts. Einsichten: Themen der Soziologie/Soziologische Themen. Ed. Transcript Verlag, 2013, 150 pp. ISBN 3-8376-1842-0, ISBN 978-3-8376-1842-6
- Sexy Bodies. Eine soziologische Reise durch den Geschlechtskörper, VS publicado para Sozialwissenschaften, Wiesbaden 4.ª ed. 2011, 322 pp. ISBN 3-531-14481-2 ISBN 978-3-531-93415-0 en línea
- Judith Butler. Einführung, Campus. Frankfurt am Main/New York 2003, 162 pp. ISBN 3-593-37187-1 ISBN 978-3-593-37187-0 en línea
- con Lutz Hieber. Images von Gewicht. Soziale Bewegungen, Queer Theory und Kunst in den USA, transcripción. Bielefeld 2007, 260 pp. ISBN 3-89942-504-9 ISBN 978-3-89942-504-8 en línea (enlace roto disponible en Internet Archive; véase el historial, la primera versión y la última).
- (ed.) Schön normal. Manipulationen des Körpers als Technologien des Selbst, transcripción, Bielefeld 2008, 282 pp. ISBN 978-3-89942-889-6
- con Barbara Thiessen (eds.) Mütter/Väter. Elternschaft zwischen Medien und Praxen. Ed. Westfälisches Dampfboot, Münster 2009
- con Julia Reuter (eds.) "Postkoloniale Soziologie. Empirische Befunde, theoretische Anschlüsse, politische Artikulationen", transcripción, Bielefeld 2010, 338 pp. ISBN 978-3-89942-906-0
- con Stephan Moebius, Barbara Thiessen (eds.) "Soziologie der Geburt. Diskurse, Praktiken, Perspektiven" Campus, Frankfurt am Main 2011, ISBN 978-3-593-39525-8

## Honores
Miembro de
- DFG-Red "cuerpos en Humanidades" 2007-2010